# Caveira
Caveira ist eine Freguesia (Gemeinde) der portugiesischen Azoren-Insel Flores. Sie gehört zum Kreis (Município) Santa Cruz das Flores und hat 76 Einwohner (Stand 19. April 2021).
Um die Entstehung des Ortsnamens Caveira (port. für Totenkopf) kursieren eine Reihe Legenden.

## Geschichte
Die Insel Flores wurde um 1500 besiedelt. Die Gemeinde Caveira wurde sehr viel später gegründet. 1767 entstand hier eine erste Kirche, eine eigenständige Gemeinde wurde Caveira 1823.